# Бьошормени
Бьошормени (Böszörmény, також Izmaelita, або Hysmaelita «ізмаїльтяни» або Szerecsen «сарацини») — назва мусульман, які жили в Угорському королівстві в Х-ХІІІ століттях. Деякі з бьошорменів, ймовірно, приєдналися до федерації семи мадярських племен протягом ІХ століття, а пізніше до Карпатського басейну прибували менші групи мусульман. Вони займалися торгівлею, але деякі з них були найманцями у королів Угорщини. Їхні права поступово з ХІ століття обмежувалися, і після створення християнського Угорського королівства вони були змушені прийняти хрещення. Вони «зникли» (ймовірно, стали християнами та/або навернулися пізніше в бекташизм в Угорщині) до кінця ХІІІ століття.

## Витоки
Сучасні автори стверджують, що впродовж Х–ХІІ ст. до Карпатського басейну мігрувало кілька груп мусульман; тому мусульмани, що жили в Угорському королівстві, складалися з різних етнічних груп. Більшість з них, мабуть, прибули з Волзької Булгарії, але топоніми свідчать про те, що мусульмани (káliz: хализи) також прибули з Хорезма; ці останні (або частина з них), можливо, утворили одне з трьох племен каварів, які приєдналися до федерації мадярських племен в ІХ столітті.
У Х столітті арабський історик і географ аль-Масуді записав, що глави племінної конфедерації вітали мусульманських купців, і купці могли навіть навернути деяких угорців у іслам. Аль-Бакрі також згадував, що мадяри викупили мусульман, які були захоплені в сусідніх країнах. У Х столітті Ібрагім ібн Якуб описав мусульманських купців, які прибули до Праги з територій мадярів і торгували рабами та оловом. У Діянні угрів записано, що під час правління Таксонія, великого князя мадяр (прибл. 955 — до 972 р.), з Волзької Булгарії до Карпатського басейну прибуло багато мусульман і вони там оселилися. Праця мусульманського мандрівника Абу Хаміда аль-Гарнаті, який провів три роки в королівстві (1150—1153), доводить, що мусульмани, які проживали в Угорському королівстві, складалися з двох груп: хорезмійців і магрибців (Böszörmény). Угорський король Геза II доручив йому вербувати солдатів серед магрибців (Böszörmény), що мешкали на схід від Карпатського басейну. Візантійський історик Іоанн Кіннам згадував, що під час війни між королівством та Імперією ромеїв в 1165 році були захоплені калізькі воїни, і імператор Мануїл I Комнін перевіз деяких з них на імперські території.

## Мусульманські території в Угорському королівстві
Мусульмани оселилися кількома групами в Карпатському басейні. Їхні найбільші громади жили в південних частинах Угорського королівства в Сремі та в регіоні, де Драва зливається з Дунаєм. Інші значні групи мусульман жили в Пешті та його околицях (особливо після міграції мусульманських болгарських шляхтичів Біли та Бакса), у Ніршезі (навколо Гайдубосермені) та навколо Нітри (угор. Nyitra). Арабський географ Якут аль-Хамаві згадував, що на початку XIII століття в Алеппо навчалися мусульмани з Угорського королівства. Студенти прибули в Алеппо з прикордонного регіону королівства, де мусульмани проживали в 30 населених пунктах.

## Життя мусульман у королівстві
Більшість мусульман в Угорському королівстві займалися торгівлею, і вони були достатньо багатими, щоб орендувати королівську власність у ХІІІ столітті. Інші мусульмани були найняті в королівській армії та брали участь у війнах проти Імперії ромеїв. Праця Якута аль-Хамаві доводить, що мусульманське населення до початку XIII століття розмовляло угорською мовою.
Королівські укази, видані в другій половині XI століття королями Угорщини, переслідували мусульман, вимагаючи їх навернення в християнство. Король Угорщини Владислав I наказав виселити навернених мусульман, які продовжували сповідувати іслам, з їхніх початкових поселень. Король Угорщини Коломан наказав, щоб кожне мусульманське поселення мало побудувати церкву, і він заборонив шлюби між мусульманами. Ймовірно, у наступному столітті королі також заборонили будувати стіни навколо мусульманських поселень.
У період правління короля Гези II (1141—1162) народ каліз міг практикувати свою віру лише таємно. «Магрибські» солдати відкрито сповідували іслам, але саме Абу Гамід аль-Гарнаті навчив їх декільком ісламським традиціям. На його прохання король навіть дозволив «магрибцям» мати наложниць.

## Мусульмани в ХІІІ ст.
Золота булла короля Андрія II забороняла наймати мусульман як карбувальників і збирачів податків. Однак король продовжував використовувати їх у своїй адміністрації. 3 березня 1231 року папа Григорій IX звернувся до прелатів королівства з проханням протестувати проти цієї практики та дозволив їм застосовувати церковні покарання з цієї причини. Того ж року королю Андрію довелося підтвердити положення Золотої булли, але він продовжував наймати мусульман. Тому 25 лютого 1232 року архієпископ Роберт Естергомський наклав на Угорське королівство інтердикт і відлучив від церкви деяких вищих урядовців короля. Папа Григорій IX прислав до королівства легата, який 20 серпня 1233 року в Березі досяг згоди з королем Андрієм. За угодою, мусульмани та євреї не могли обіймати королівські посади та були зобов'язані носити характерний одяг. Однак король не виконав усіх положень угоди та тому був відлучений від церкви, хоча незабаром був звільнений. 10 грудня 1239 року Папа Римський Григорій IX навіть дозволив королю Угорщини Белі IV здавати свої доходи в оренду нехристиянам.
Проте, після монгольського вторгнення в королівство (1241—1242) згадки про мусульман у королівстві стали рідкісними. У 1290 році король Угорщини Ладислав IV призначив колишнього мусульманина Міже на посаду Палатина.
Найменування Бьошормени збереглося як прізвище та в топонімах, таких як Гайдубесермень та Берекбесермень.